# Tayibe
Tayibe (scritta anche Taibeh o Tayiba; in arabo الطيبة‎? aṭ-Ṭayyibah, letteralmente "il tipo"/"il benevolo"; in ebraico טַיִּבָּה‎?) è una città araba nell'Israele centrale, a 12 km a nord-est di Kfar Saba. Parte della regione del Triangolo, nel 2017 aveva una popolazione di 42 401 abitanti.